# Motohisa Furukawa

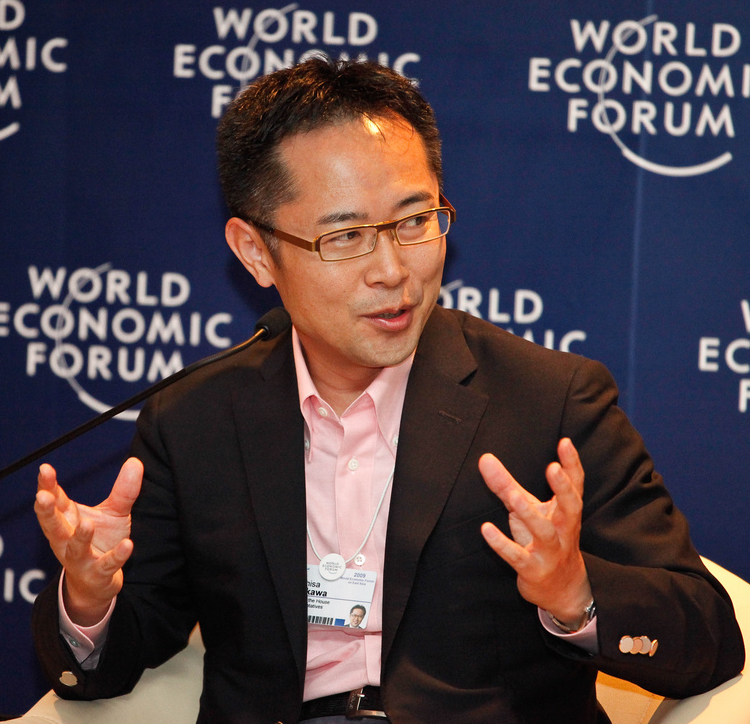
Furukawa als Young Global Leader beim Weltwirtschaftsforum 2009

Motohisa Furukawa (jap. 古川 元久 Furukawa Motohisa; * 6. Dezember 1965 in Nagoya, Präfektur Aichi) ist ein japanischer Politiker, stellvertretender Parteivorsitzender und Vorsitzender des parlamentarischen Geschaftsführungsausschusses der Demokratischen Volkspartei, Abgeordneter im Shūgiin, dem Unterhaus des nationalen Parlaments, für den 2. Wahlkreis Aichi und ehemaliger Minister.

## Leben
Furukawa studierte Rechtswissenschaft an der Universität Tokio und wurde nach seinem Abschluss 1988 Beamter im Finanzministerium, das ihn 1993 für ein Aufbaustudium in Internationalen Beziehungen an die Columbia University entsandte. 1994 verließ er das Ministerium und wandte sich der Politik zu – 1995 war er nach dem Hanshin-Awaji-Erdbeben für einen Monat als Freiwilliger in Kōbe tätig.
1996 beteiligte sich Furukawa an der Gründung der „alten“ Demokratischen Partei und kandidierte bei der Shūgiin-Wahl 1996 erstmals im 2. Wahlkreis Aichi, den er 1996 allerdings an Hiroyuki Aoki (NFP) verlor und nur über den Verhältniswahlblock Tōkai ins Parlament einzog. Seit der Wahl von 2000 konnte er seinen Wahlkreis bis einschließlich 2024 neunmal in Folge gewinnen.
Nach der Regierungsübernahme durch die Demokraten 2009 war Furukawa zunächst Staatssekretär (fuku-daijin, „Vizeminister“) im Kabinettsbüro im Kabinett Hatoyama, von 2010 bis Januar 2011 dann unter Premierminister Naoto Kan einer der drei stellvertretenden Chefkabinettssekretäre im Kabinett Kan. Im September 2011 berief ihn Kans Nachfolger Yoshihiko Noda als Staatsminister beim Kabinettsbüro für besondere Aufgaben (Wirtschafts-, Finanz-, Wissenschafts-, Technologiepolitik, „Nationale Strategie“ und eine „integrierte Sozialversicherungs- und Steuerreform“) in sein Kabinett. Er blieb bis zur dritten Kabinettsumbildung im Oktober 2012 im Amt, danach war er für einige Wochen Vorsitzender des Kabinettsausschusses im Shūgiin. Der nach der Fusion von Demokratischer Partei und Ishin no Tō im März 2016 entstandenen Demokratischen Fortschrittspartei (DFP) schloss sich Furukawa an und saß von 2015 bis 2016 dem Sonderausschuss für Okinawa und den Konflikt um die „Nördlichen Territorien“ (Südkurilen) vor. Innerparteilich gehörte er der Maehara-Edano-Gruppe an.
Angesichts der Shūgiin-Wahl 2017 wechselte er in die kurz zuvor gegründete Kibō no Tō (dt. „Partei der Hoffnung“) und wurde anschließend deren Generalsekretär. Diesen Posten führte er in der im Mai 2018 durch Zusammenschluss mit der DFP entstandenen Demokratischen Volkspartei fort, bis ihn der Parteivorsitzende Yūichirō Tamaki im September des Jahres zu einem seiner Stellvertreter ernannte. Generalsekretär wurde der ehemalige Chefkabinettssekretär Hirofumi Hirano. Bei der Reorganisation der beiden Demokratischen Parteien 2020 verblieb er in der „neuen“ DVP und übernahm dort den Vorsitz im Komitee für Parlamentsangelegenheiten (Kokkai taisaku iinkai). 2024 übernahm er zusätzlich den stellvertretenden Parteivorsitz (bei der DVP seit 2023 ein einziger daihyō-daikō) von Kōhei Ōtsuka, der bei der Bürgermeisterwahl in Nagoya im November 2024 einen Wechsel in die Kommunalpolitik versuchte.